# Gruppe Ludwig
Als Gruppe Ludwig wurde eine terroristische Vereinigung bekannt, die in Oberitalien zwischen 1977 und 1984 mindestens neun Anschläge auf Drogenabhängige, Etablissements des Rotlichtmilieus, Geistliche und Homosexuelle verübte, zudem einen in München.

## Mitglieder
Als Mitglieder der Gruppe gelten der Mathematiker Wolfgang Abel (* 25. März 1959 in München; † Oktober 2024 in Negrar) und der Physiker und Doktorand Marco Furlan (* 16. Januar 1960 in Padua, Italien). Sie wurden wegen einer Reihe von Morden der „Gruppe Ludwig“ verurteilt. Mit der Festnahme der beiden endete die Anschlagsserie. Spekulationen über weitere Gruppenmitglieder stützten sich hauptsächlich auf die Tatsache, dass Abel zum Zeitpunkt des ersten der Gruppe zugeordneten Anschlags gerade 18, Furlan erst 17 Jahre alt war. Konkrete Hinweise auf weitere Tatbeteiligte haben sich nicht ergeben.

## Taten

### Mord an Guerrino Spinelli
Die Tat ereignete sich am 25. August 1977 am Stadtrand von Verona.
Das in der Siedlung „Dall'Oca Bianca“ am Stadtrand von Verona parkende Auto des drogenabhängigen Sinto und mutmaßlichen Drogenhändlers Spinelli, das dieser als Schlafstätte benutzte, wurde mit vier Molotowcocktails in Brand gesetzt. Der 33-Jährige starb eine Woche darauf an den erlittenen Verbrennungen. Polizeiliche Ermittlungen blieben erfolglos.

### Mord an Luciano Stefanato
Die Tat wurde am 19. Dezember 1978 in Padua mit zwei Küchenmessern begangen.
Der in Padua als homosexuell bekannte Kellner wurde durch zwanzig Messerstiche erstochen in seinem Auto aufgefunden. Die Tatwaffen, 25 cm lang, steckten noch in seinem Genick. Die Polizei nahm einen Verdächtigen fest, der nach eineinhalb Jahren aus Mangel an Beweisen wieder freigelassen wurde.

### Mord an Claudio Costa
Die Tat wurde am 12. Dezember 1979 in Venedig mit einem Messer begangen.
Der 22-jährige, heroinabhängige, homosexuelle Costa wurde mit 34 Messerstichen ermordet. Am Tatort blieb eine Brille zurück, die später mit hoher Wahrscheinlichkeit Abel zugeordnet werden konnte. Zeugen wollten zwei Jugendliche gesehen haben. Die Polizei nahm zwei Verdächtige fest. Diese blieben bis März 1984 in Haft und wurden erst nach mehrmaliger Berufung freigesprochen.

### Mord an Alice Maria Beretta
Die Tat wurde am 20. Dezember 1980 in Vicenza mit einem Hammer und einem Beil verübt.
Die 51-jährige Prostituierte wurde zunächst mit dem Hammer erschlagen, die Leiche dann mit dem Beil zerteilt. Polizeiliche Ermittlungen blieben erfolglos.

### Mord an Luca Martinotti
Die Tat fand am 24. Mai 1981 in Verona statt.
In den österreichischen Kasematten des Festungsvierecks, die als Notquartier von Drogenabhängigen benutzt werden, wurden drei Menschen mit Benzin übergossen und angezündet. Der junge, heroinabhängige Student Martinotti starb noch am Etschufer. Die Polizei nahm drei Tatverdächtige vorübergehend fest.

### Mord an Mario Lovato und Giovanni Pigato
Die Morde wurden am 20. Juli 1982 in Vicenza mit zwei Hämmern begangen.
Die Mönche der „Comunità del Santuario di Monte Berico“, einer progressiven, katholischen Glaubensgemeinschaft, 71 und 69 Jahre alt, wurden in der Nähe ihres Klosters beim gewohnten Abendspaziergang von zwei Attentätern überfallen und mit Hammerschlägen auf den Kopf getötet.

### Mord an Armando Bison
Die Tat wurde am 26. Februar 1983 in Trient mit Maurermeißel und Kruzifix ausgeübt.
Der 71-jährige Priester wurde mit einem Maurermeißel erschlagen, dann wurde ihm ein Holzkeil mit einem Kruzifix ins Genick getrieben. Bison hatte in seiner Jugend für Katholiken unangemessene sexuelle Handlungen vorgenommen. Am 26. März 1983 wurde der 35-jährige Professor Silvano Romano in Padua festgenommen, aber nach einer Woche wieder entlassen, da sich der Tatverdacht trotz zahlreicher Auffälligkeiten nicht erhärten ließ.

### Brandanschlag auf Kino „Eros“, sechs Tote
Der Anschlag fand am 14. Mai 1983 in Mailand statt.
Während der Nachmittagsvorstellung des Filmes Lyla, profuma di femmina in dem Pornokino „Eros“, der ca. 30 Zuschauer beiwohnten, brach in der letzten Sitzreihe explosionsartig ein Brand aus. Der Ausgang war dadurch versperrt. Sechs Männer kamen in den Flammen zu Tode, mehrere Personen wurden verletzt. Polizeiliche Ermittlungen ergaben, dass zwei junge Männer rund zwanzig Liter Benzin ausgeschüttet und angezündet hatten. Im November 2024 wurden die polizeilichen Ermittlungen nach Recherchen der italienischen Zeitung Corriere della Sera wieder aufgenommen, da Hinweise auf eine mögliche dritte tatbeteiligte Person bestünden.

### Brandanschlag auf Diskothek „Liverpool“, Tod der Corinna Tartarotti
Das Feuer wurde am 7. Januar 1984 in München gelegt.
Um 23:26 Uhr betraten zwei gutgekleidete junge Männer die mutmaßlich zum Rotlichtmilieu gehörende Discothek Liverpool in der Münchner Schillerstraße 11a. Jeder warf einen aus einem Kanister Benzin bestehenden Brandsatz in den Eingang. Acht der dreißig Gäste wurden verletzt, die 20-jährige Barangestellte Corinna Tartarotti, Halbschwester des ZDF-Reporters Franz Tartarotti, starb Ende April an den erlittenen schweren Verbrennungen.  Die Täter flüchteten unerkannt. Am Tatort hinterließen sie eine Sporttasche mit verschiedenen Gegenständen und einen Wecker. Die Polizei vermutete bis zum Eintreffen des Bekennerschreibens mit der Seriennummer des Weckers, dass die Täter in Zuhälterkreisen zu finden seien. In dem Bekennerschreiben übernahm die Gruppe auch die Verantwortung für einen Brand in einem Sexclub in Amsterdam, der jedoch von einem Angestellten des Etablissements gelegt worden war.
Seit 2019 erinnert die Antisexistische Aktion München in Form von Gedenkkundgebungen am Tatort an den Anschlag und die Opfer. Im Januar 2024 organisierte die Stadt München anlässlich des 40. Jahrestags des Attentats mehrere Gedenkveranstaltungen als Auftakt zu einer permanenten Erinnerung an den Anschlag.
Im Januar 2025 wurde am Ort der früheren Diskothek in der Schillerstraße 11a eine Gedenk-Stele zur Erinnerung an den Anschlag enthüllt.

### Festnahme nach vereiteltem Brandanschlag auf die Diskothek Melamara
Am 4. März 1984 besuchten Abel und Furlan, als Pierrots verkleidet, eine Karnevalsveranstaltung in der Diskothek Melamara in Castiglione delle Stiviere. Sie wurden bemerkt, als sie jeweils einen Kanister Benzin in dem von 400 Menschen besuchten Raum verteilten. Es gelang, das Feuer zu löschen, bevor größerer Schaden eintrat. Dabei wurden zwei Personen leicht verletzt. Ordner überwältigten Abel und Furlan und übergaben sie den Carabinieri, die sie nur mit Mühe vor Übergriffen der erzürnten Menge schützen konnten.

## Ermittlungen und Prozess
Die Ziele und Opfer der Anschläge wiesen sehr unterschiedliche Hintergründe auf. Dies bewirkte offenbar, dass die Täter als „einfache“ Serienmörder wahrgenommen wurden, und bis heute wird die Gruppe eher der allgemeinen als der politisch motivierten Kriminalität zugeordnet. Die Täter veröffentlichten nach fast jeder Tat ein Bekennerschreiben. Allerdings fehlen programmatische und ideologische Aussagen der Täter, was die Einordnung der Motive erschwert.

### Abel und Furlan
Während Furlan behauptete, der Brandanschlag auf das Melamara sei ein Scherz gewesen, um zu sehen, wie die Leute reagieren, ließ Abel in der polizeilichen Vernehmung seinen Hass auf Diskotheken erkennen. Sie seien „Hauptplätze der Drogenverteilung“ und Orte „geistloser Zerstreuung“. Allerdings habe er nur die Diskothek zerstören, nicht aber Menschen töten wollen. Beide bestritten, mit anderen Taten in Zusammenhang zu stehen.
Die deutsche Polizei fand in München zahlreiche Beweise, die die Beteiligung Abels an den Anschlägen belegten. So wurde in seiner Wohnung ein Schreibblock gefunden, auf dem sich noch der Durchdruck eines Bekennerschreibens zum Anschlag vom 14. Mai 1983 auf das Pornokino in Mailand befand. Ferner wurden in der Wohnung Textilien, Knöpfe und Schnürsenkel gefunden, die zu den Funden in der Sporttasche aus der Diskothek Liverpool passten. Abels Mutter identifizierte den Wecker der Marke „Peter“ als Eigentum ihres Sohnes. Die am Tatort des Mordes an Costa in Venedig gefundene Brille stammte mit hoher Wahrscheinlichkeit von Abel. Fragmente und Durchdrucke von Bekennerschreiben wurden auch bei Furlan gefunden.
Abel zeigte sich gegenüber angereisten deutschen Ermittlern allgemein gesprächsbereit, ohne Angaben zu Einzelheiten der Anschläge zu machen, die er weiterhin nicht einräumte. Er äußerte seine tiefe Abneigung gegen aus seiner Sicht verkommene, die Jugend gefährdende Sitten. Das Liverpool bezeichnete er als „Bordell-Disko“, die junge Menschen verderbe: „Ich bin grundsätzlich gegen solche Etablissements.“ Furlan beteuerte stets seine Unschuld: „Ich habe mir nichts vorzuwerfen, ich bin unschuldig.“
Von 1984 bis Dezember 1986 blieben Abel und Furlan in Mantua in Untersuchungshaft. Sie entzweiten sich und wurden in verschiedenen Zellen untergebracht. Sie verweigerten Blut- und Haarentnahme, lediglich zu psychologischen Tests ließen sie sich überreden. Das psychiatrische Gutachten attestierte ihnen „verminderte Zurechnungsfähigkeit“. Beide begingen in der Untersuchungshaft mehrere Selbstmordversuche. „Der Tod ist das Recht eines jeden überhaupt. Ich will die Todesstrafe!“ (Abel während der Verhandlung).
Der Prozess, bei dem Ermittlungsakten der Staatsanwaltschaft München verwendet wurden, begann im Dezember 1986 in Verona und endete im Januar 1987 mit der Verurteilung Abels und Furlans wegen Mordes in 15 Fällen. Sie wurden zu 30 Jahren Gefängnis verurteilt. Für die Dauer der Berufungsverhandlung wurden sie gegen Kaution auf freien Fuß gesetzt. Vom Berufungsgericht Venedig wurde die Haft auf 27 Jahre festgelegt. In der Zwischenzeit floh Furlan außer Landes. Er wurde 1995 auf Kreta festgenommen, wo er unter falschem Namen gelebt hatte, und nach Italien überstellt.
2009 wurde Furlan aus der Haft entlassen, Abel sollte noch bis 2013 in Haft sitzen, weil er zusätzlich zu drei Jahren Unterbringung in einer psychiatrischen Klinik verurteilt wurde. Mitte 2009 wurde er vorzeitig aus der Haft entlassen. Abel lebte seitdem zurückgezogen mit seiner Mutter im Valpolicella nördlich von Verona. Im September 2021 wurde er bewusstlos von seiner Mutter im Wohnzimmer aufgefunden. Laut der ermittelnden  Staatsanwaltschaft war Abel ohne Fremdeinwirkung gestürzt und hatte sich dabei eine schwere Schädelverletzung zugezogen. Ende Dezember 2021 teilten die behandelnden Ärzte mit, dass der zu dem Zeitpunkt 62-jährige Abel nicht mehr aus dem Koma erwachen werde.
Abel starb Ende Oktober 2024 auf der Wachkomastation im Krankenhaus in Negrar. Sein Tod wurde am 28. Oktober 2024 bekannt gegeben.

### Tatverdacht gegen Silvano Romano
Am 26. März 1983 nahm die italienische Polizei den 35 Jahre alten, ledigen Physiker Silvano Romano fest. Der Dozent und Spezialist für Flüssigkeitsphysik an der Universität Pavia war dadurch aufgefallen, dass er mehrere jüdische Geistliche in Norditalien angerufen und vor weiteren Anschlägen von „Ludwig“ gewarnt hatte. Der Rabbiner von Padua verständigte daraufhin die Polizei. Diese fand bei Romano eine große Sammlung von Pressemeldungen zu den Anschlägen sowie umfangreiche Literatur zu historischen Ludwigsfiguren, mittelalterlicher Mystik und germanischer Mythologie. Trotz zahlreicher weiterer Auffälligkeiten ließ sich jedoch kein Tatverdacht gegen ihn erhärten. Für die zu diesem Zeitpunkt bekannten Anschläge hatte er Alibis. Romano wurde nach neun Tagen Untersuchungshaft entlassen. Sein Reisepass wurde jedoch eingezogen.

## Hintergründe und mögliche Motive

### Historische Einordnung
Die Taten ereigneten sich während der sogenannten Bleiernen Jahre in Italien, einer Zeit, die von massiver Gewalt durch militante links- und rechtsextremistische Organisationen wie die Brigate Rosse und die Nuclei Armati Rivoluzionari geprägt war. Während diese jedoch stets einfach erkennbare Ziele angriffen, dürfte die Zielauswahl der Gruppe Ludwig dazu beigetragen haben, sie als nicht politische Gewalttäter einzuschätzen. Dabei hatte rechtsextremistische Gewalt in Italien bereits kurz nach Ende des Zweiten Weltkriegs eingesetzt, und seit den späten 1950er Jahren waren organisierte rechtsterroristische Gruppen aktiv gewesen.

### Bekennerschreiben
Die Gruppe veröffentlichte nach den Anschlägen Bekennerschreiben, die mit Hakenkreuzen und der aus den Kreuzzügen bekannten Parole „Gott mit uns“ versehen waren. Inhalt und Symbolik ließen einen diffusen rechtsextremen Hintergrund und katholischen Fundamentalismus erkennen. Gleichwohl wurden die Motive der Täter nicht völlig aufgeklärt.
Die Bekennerschreiben waren mit Runen, Adlern und Hakenkreuzen versehen. Sie waren anfangs die einzigen Anhaltspunkte der Polizei. Sie deuteten vordergründig auf einen rechtsextremistischen Hintergrund hin, der Inhalt der Schreiben sprach jedoch eher für religiösen als für politischen Extremismus. Die Verfasser warfen den Opfern regelmäßig moralische Verkommenheit und Abfall von der wahren Religion vor und gaben sich dabei überheblich und zynisch. Sie ließen erkennen, dass sie sich berufen fühlten, aus ihrer Sicht minderwertiges Leben auszulöschen. Wer das „Gesetz Ludwigs“ missachte, müsse sterben. „Zweck unseres Lebens ist der Tod jener, die den wahren Gott verraten.“ – „Die Macht von Ludwig ist grenzenlos.“ – „Unser Glaube ist der Nazismus. Unsere Gerechtigkeit ist der Tod. Unsere Demokratie ist die Ausrottung.“
Guerra stellte 2022 fest, dass die Verlautbarungen der Gruppe keine typischen rassistischen Muster verwendeten, die Gruppe ihre Autorität stets unmittelbar von Gott ableitete und Tatausführung und Bekennerschreiben häufig das Element der „Reinigung“ enthielten. Die Inspiration der Täter gehe auf eine esoterisch-nazistische Strömung zurück, wie sie auch innerhalb der SS im Dritten Reich präsent gewesen sei. Elemente des italienischen Faschismus seien überhaupt nicht zu finden.

### Lebensläufe
Die Familie Abel war aus beruflichen Gründen des Vaters von Deutschland nach Verona gezogen. Abels Vater war Direktor des italienischen Zweiges einer deutschen Versicherung. In der Familie Abel herrschte strenge Disziplin. Es habe laut Abel nicht einmal Heftpflaster im Haus gegeben; wer sich verletzt habe, habe eben selbst sehen müssen, wie er zurechtkomme. Furlans Mutter beschrieb Abel im Prozess als intelligent, aber sehr verschlossen.
Furlans Vater war ein angesehener Arzt in herausgehobener Position in einem Krankenhaus. In der Familie Furlan hatte beruflicher Erfolg hohen Stellenwert.
Abel und Furlan kannten sich bereits aus der Schule. Sie galten als hochintelligente Sonderlinge, die durch eine exklusive Freundschaft miteinander verbunden waren, zu der andere keinen Zutritt hatten. Sie vermieden Kontakte zu Schulkameraden und Altersgenossen und härteten sich durch Sport und Geländemärsche ab. Autos, aufwendige Kleidung und Luxusartikel, wie unter Jugendlichen aus wohlhabenden Familien verbreitet, besaßen sie demonstrativ nicht. Ihre Schulabschlüsse waren gut. Abel studierte nach der Schule Mathematik und promovierte „summa cum laude“ (mit höchstem Lob). Zum Zeitpunkt seiner Festnahme war er bei Furlan zu Besuch gewesen, lebte jedoch in München und arbeitete für einen Versicherungskonzern. Er galt auch dort als Eigenbrötler. Furlan hatte sein Studium der Chemie abgeschlossen und stand ebenfalls kurz vor der Promotion.
Abel und Furlan fühlten sich offensichtlich zur Mystik und zu fundamentalistischen christlichen Ideen hingezogen. Die Verwendung von Runen, Hakenkreuzen und ähnlichen Symbolen lässt ferner eine Affinität zum Germanen- und Arier-Kult erkennen. In ihrer Jugend sollen sie mit einer katholisch-rechtsextremistisch inspirierten Untergrundorganisation namens „Guerriglieri di Cristo Re“ in Verbindung gestanden haben. Ermittlungen des Bundeskriminalamtes hatten ergeben, dass Abel sich sehr mit katholischer Mystik und mittelalterlichen Sekten wie den Spiritualen befasst hatte. Das Buch „Das Abenteuer eines armen Christen“ von Ignazio Silone, das Abel gelesen und mit zahlreichen Unterstreichungen versehen hatte, erwähnt einen asketischen und sittenstrengen „Bruder Ludwig“ (Fra Ludovico), der  Abel besonders beeindruckt haben soll und die Wahl des Namens Ludwig beeinflusst haben könnte. BKA-Beamte beschrieben Abel als tyrannisch, eigenbrötlerisch und sensibel. Bei der Gruppe handele es sich um „Menschen mit einem hohen Intelligenzgrad, die längst die Grenzen der Normalität überschritten haben.“